# Saurian Exorcisms
Saurian Exorcisms – drugi album studyjny amerykańskiego instrumentalisty Karla Sandersa. Wydawnictwo ukazało się 14 kwietnia 2009 roku nakładem wytwórni muzycznej The End Records.

## Lista utworów
Źródło.
1. "Preliminary Purification Before the Calling of Inanna" – 3:51
2. "Rapture of the Empty Spaces" – 4:23
3. "Contemplate This on the Tree of Woe" – 3:53
4. "A Most Effective Exorcism against Azagthoth and his Emissaries" – 5:29
5. "Slavery Unto Nitokris" – 5:54
6. "Shira Gula Pazu" – 4:59
7. "Kali Ma" – 3:38
8. "Curse the Sun" – 4:52
9. "Impalement and Cruxifuction of the Last Remnants of the Pre-Human Serpent Volk" – 4:10
10. "Dying Embers of the Aga Mass SSSratu" – 6:10

## Twórcy
Źródło.
- Karl Sanders - wokal, muzyka, słowa, gitara akustyczna, bağlama, perkusja, syntezator gitarowy, instrumenty klawiszowe, instrumenty perkusyjne
- Mike Breazeale - wokal, inkantacje,
- Michał "Xaay" Loranc - okładka oprawa graficzna
- Juan "Punchy" Gonzalez - mastering, produkcja muzyczna
- Bob Moore - miksowanie, produkcja muzyczna